# Drafi Deutscher

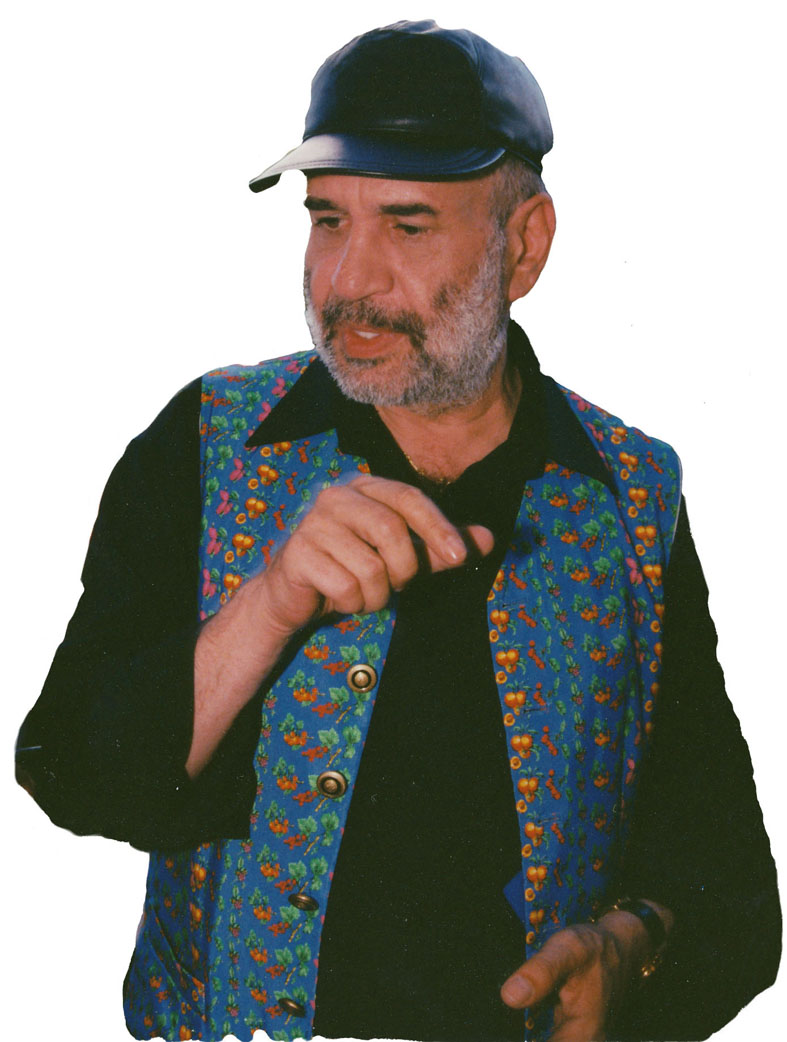
Drafi Deutscher

Drafi Richard Franz Deutscher (* 9. Mai 1946 in Berlin-Charlottenburg; † 9. Juni 2006 in Frankfurt am Main) war ein deutscher Sänger, Komponist und Musikproduzent. Als Sänger hatte er 1965 in Deutschland einen Nummer-eins-Hit mit Marmor, Stein und Eisen bricht.

## Biografie
Der nach eigenen Angaben aus der jüdischen Musikerfamilie Kálmán stammende Drafi Deutscher wuchs in Berlin in ärmlichen Verhältnissen bei seiner Großmutter auf. Der bekannte ungarische Operettenkomponist Emmerich Kálmán soll ein Großonkel Deutschers gewesen sein. Diese Angaben Deutschers werden vielfach angezweifelt. Seinen angeblichen Vater, den ungarischen Pianisten Drafi Kálmán, hat er nie kennengelernt. Deutschers Mutter Margarete Lehmann war Krankenschwester.

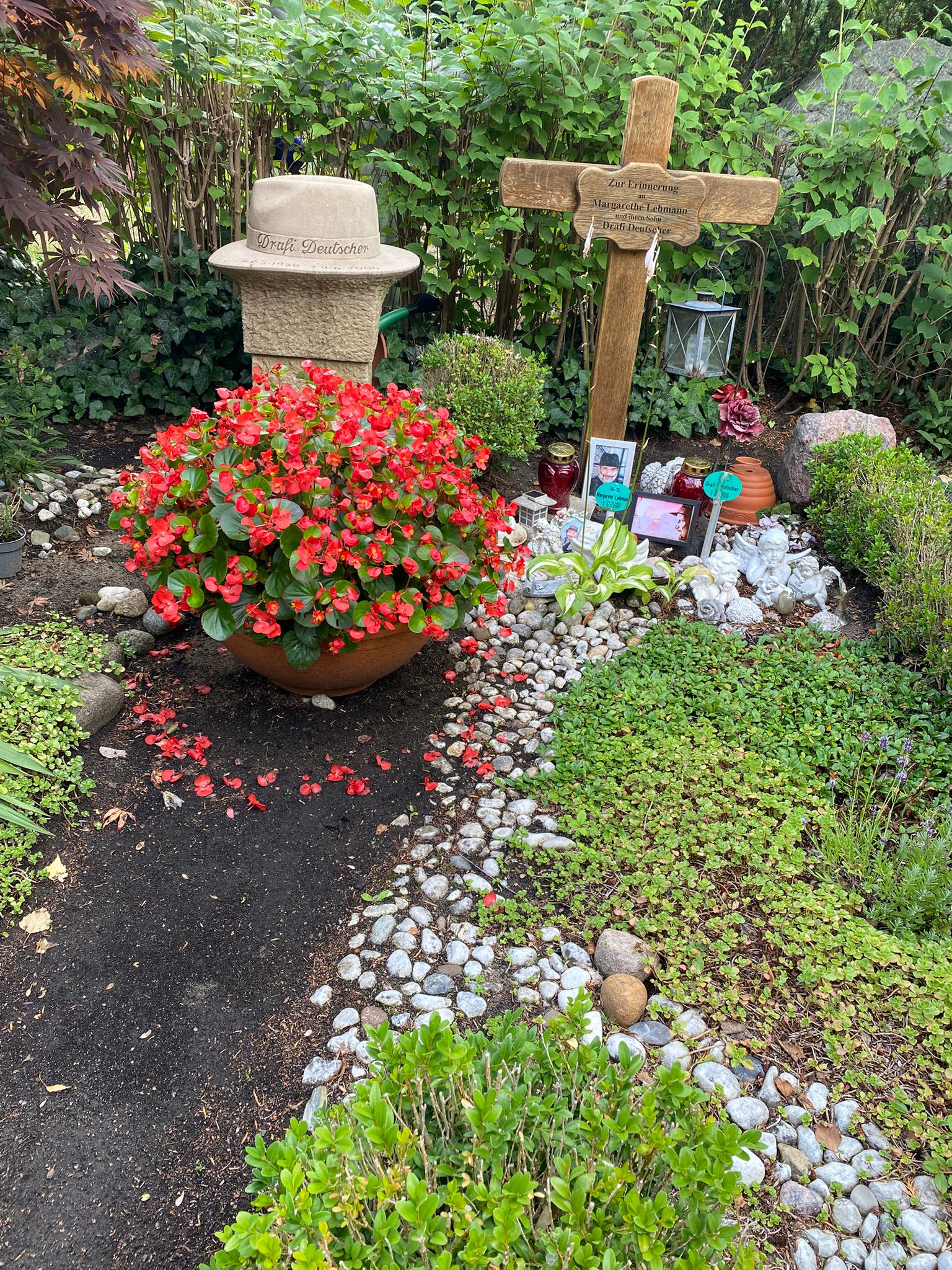
Grabstätte auf dem Parkfriedhof Lichterfelde

Er war dreimal verheiratet. Mit seiner ersten Ehefrau Karin (1966–1976) hatte er 1965 geborene Zwillingssöhne. Von 1989 bis 1991 war er mit der Sängerin und Schauspielerin Isabel Varell verheiratet, für die er auch einige Titel komponierte. Deutscher war SPD-Mitglied.
Am 19. und am 22. November 1998 erlitt Deutscher Schlaganfälle. 1999 folgte ein körperlicher Zusammenbruch, in dessen Verlauf ein Diabetes mellitus diagnostiziert wurde. Trotzdem trat er weiterhin auf und unterstützte dabei Benefizveranstaltungen für diabeteskranke Kinder.
Am 20. Mai 2006 erkrankte er in seinem Wohnort Mömlingen an einer Lungenentzündung und erlitt einen Herzinfarkt. Drafi Deutscher starb am 9. Juni 2006 im Universitätsklinikum Frankfurt am Main im Alter von 60 Jahren. Er wurde auf dem Städtischen Parkfriedhof Berlin-Lichterfelde (Feld 16) beigesetzt. Seine letzte Ruhestätte ziert ein Grabstein in Form eines Hutes.

## Musikalische Karriere

### Anfänge
Bereits im Alter von elf Jahren nahm Deutscher an einem Talentwettbewerb teil und belegte mit dem Titel Tutti Frutti seines Idols Little Richard den ersten Platz. Es folgte eine kleine Rolle in einem Fernsehfilm.
Nach Beendigung der Schule mit vierzehn Jahren verdiente Deutscher seinen Lebensunterhalt als Musiker in seiner Band Charlie & The Timebombs, die vor allem Rock-’n’-Roll-Hits aus den USA interpretierte und die er mit elf Jahren gegründet hatte. Nach Auflösung der Band stieß Deutscher 1963 auf die Gruppe The Magics, die für einige Jahre seine feste Begleitband bleiben sollte. Das Repertoire hatte sich inzwischen auf die seit Anfang der 1960er-Jahre zunehmend populärer werdende Beatmusik erweitert.

### Aufstieg
Noch im selben Jahr wurden, wiederum bei einem Talentwettbewerb, die Musikproduzenten Peter Meisel und Christian Bruhn auf Deutscher und die Magics aufmerksam. Es folgte ein Vertrag bei der Plattenfirma Decca und die erste Single mit den von Christian Bruhn komponierten deutschsprachigen Beatnummern Teeny und Shu Bi Du Bi Du The Slop. Mit einer Verkaufszahl von rund 80.000 Stück gelang Deutscher damit ein erster Achtungserfolg.
Einen ersten Hit landete Deutscher mit seiner dritten Single Shake Hands (1964). Zudem spielte der Sänger zusammen mit seiner Band im Vorprogramm einer Deutschland-Tournee von Cliff Richard.

Drafi Deutscher – Marmor, Stein und Eisen bricht

### Erste Hochphase
Nach weiteren erfolgreichen Single-Veröffentlichungen wie Keep Smiling, Cinderella Baby, Heute male ich dein Bild, Cindy Lou und der Langspielplatte Shake Hands! Keep Smiling! kam 1965 der Titel Marmor, Stein und Eisen bricht auf den Markt. Das Stück, das zum Evergreen wurde, verkaufte sich als Single alleine in Deutschland 800.000 Mal und kletterte bis auf Platz 1 der deutschen Verkaufscharts und entwickelte sich zu Deutschers größtem Erfolg. Die 1966 veröffentlichte englischsprachige Version Marble Breaks and Iron Bends erreichte Platz 80 in den US-Charts.
1966 befand sich Deutscher auf dem Höhepunkt seiner Karriere. Die Singles Nimm mich so wie ich bin, Honey Bee, Die goldene Zeit (mit Manuela) und die Langspielplatte Drafi!, auf der Deutscher auch gesellschaftskritische Protestlieder sang, wurden zu Verkaufshits. Im selben Jahr erhielt er den Goldenen Otto der Jugendzeitschrift Bravo als beliebtester Schlagerstar.
1967 führte ein Eklat zu einem Knick in der Karriere des Sängers. Deutscher hatte in betrunkenem Zustand von einem Balkon auf die Straße uriniert, was von Schulkindern beobachtet wurde. Es folgte ein von der Boulevardpresse aufmerksam verfolgter Prozess und eine Verurteilung wegen Erregung öffentlichen Ärgernisses.
1969 wurde Deutscher in der ZDF-Hitparade mit dem Schlager Don Quichotte vorgestellt und konnte sich als Viertplatzierter für die nächste Sendung qualifizieren. Ein Jahr später trat er mit dem Schlager So viel Glück müßte man haben erneut auf. Weitere erfolgreiche Titel aus dieser Zeit waren die Singles Weil ich dich liebe, Kellerkind, Mit dem Kopf durch die Wand, Denkst du immer noch an ihn, United, Du und ich, Ich liebe dich, Irgendwann, Ich geh’ kaputt oder Warum gehst du fort.

### Erfolge unter Pseudonymen, Komponisten- und Produzentenzeit
Auch die Single Alaska, die er mit Tina Rainford aufnahm, war in einigen Rundfunk-Hitparaden gut notiert. Das Duo nannte sich Tina und Drafi. Mit der Gruppe Wir hatte Drafi Deutscher 1973 einen Hit mit dem Titel David und Goliath.
Deutscher verschwand zunächst aus dem Rampenlicht, trennte sich von der Band The Magics, veröffentlichte aber weiterhin vor allem unter verschiedenen Pseudonymen Platten und war auch als Produzent und Komponist für andere Interpreten erfolgreich. So schrieb er unter anderem Titel für Tina Rainford (Silverbird, Charly Boy), Peggy March (Fly Away Pretty Flamingo), Bino (Mama Leone) oder Boney M. (Belfast).

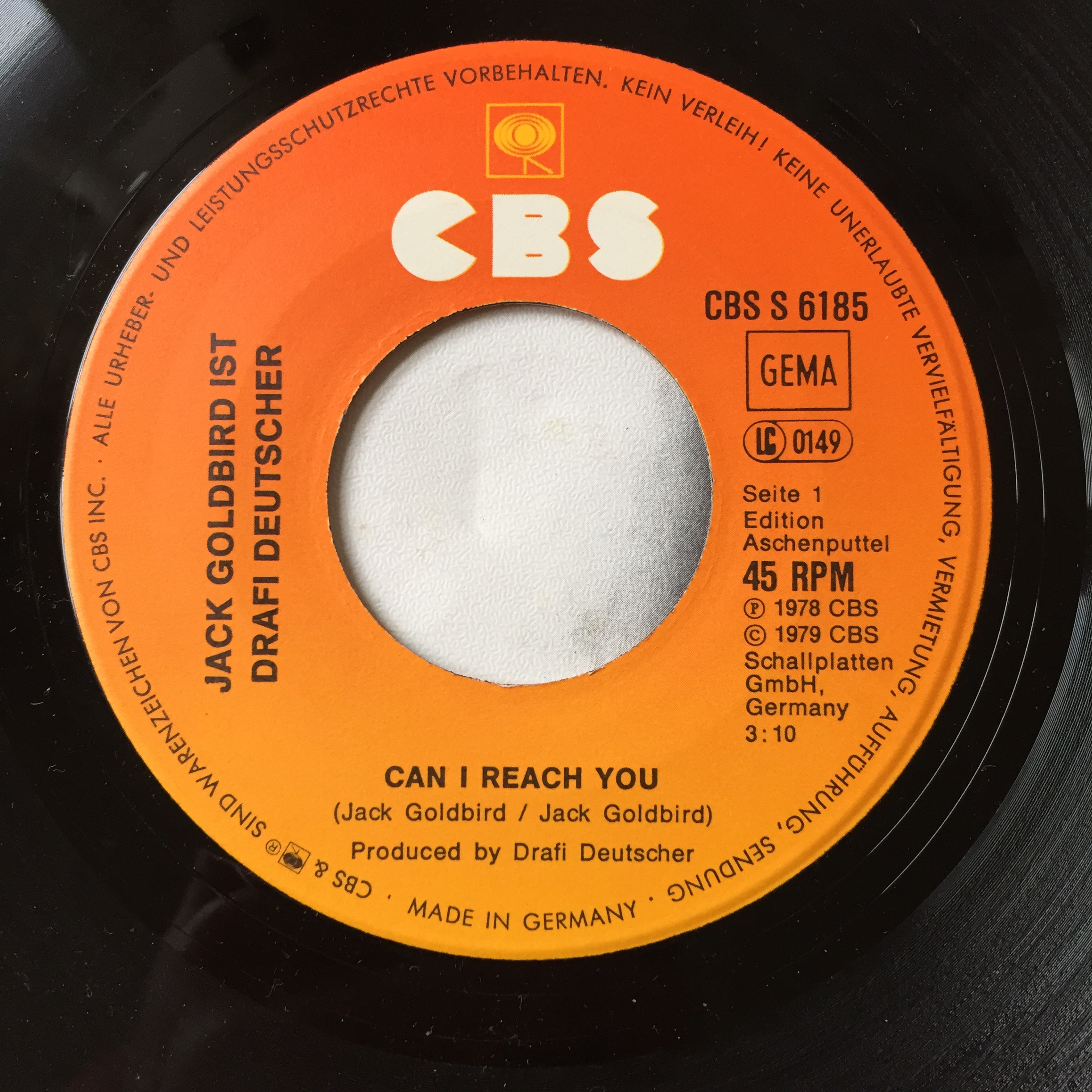
Label der Single Can I Reach You

Er selbst hatte mit seinem Projekt Mr. Walkie Talkie besonders in den Benelux-Ländern große Erfolge mit dem Titel Be My Boogie Woogie Baby, der sich auch in den Top 40 der deutschen Charts platzieren konnte. 1980 feierte Deutscher unter dem Pseudonym Jack Goldbird ein kleines Comeback als Sänger und landete mit Can I Reach You einen Hit. 1981 erschien in Deutschland das in den USA produzierte Album Lost in New York City.
1982 veröffentlichte Deutscher bei Ariola ein Album mit dem Titel Drafi, aus dem die Single Jeanne D’Arc (Maid of Orleans), eine Coverversion des OMD-Hits Maid of Orleans (The Waltz Joan of Arc), ausgekoppelt wurde. 1983 belegte er mit dem unter Pseudonym komponierten Lied Guardian Angel/Jenseits von Eden über mehrere Wochen die ersten beiden Plätze der deutschen Singlecharts. Die englische Fassung sang Deutscher selbst mit Chris Evans unter dem Namen Masquerade, die deutsche Version sang Nino de Angelo. Für den 1984 erschienenen Film Zwei Nasen tanken Super war Deutscher für die Musik verantwortlich.

### Duett-Epoche
Angekündigt von den Hitsingles Herz an Herz Gefühl und Uns’re Herzen frieren erschien 1986 mit Gemischte Gefühle sein erfolgreichstes Soloalbum. Mit dem Projekt Mixed Emotions, einem Duo zusammen mit Oliver Simon, war Deutscher ab Herbst 1986 erfolgreich. Mitte 1987 standen sie mit drei Titeln gleichzeitig in den deutschen Charts. 1988 lieferte er mit der Single Running Wild den Titelsong zu einer Folge der Serie Eurocops.

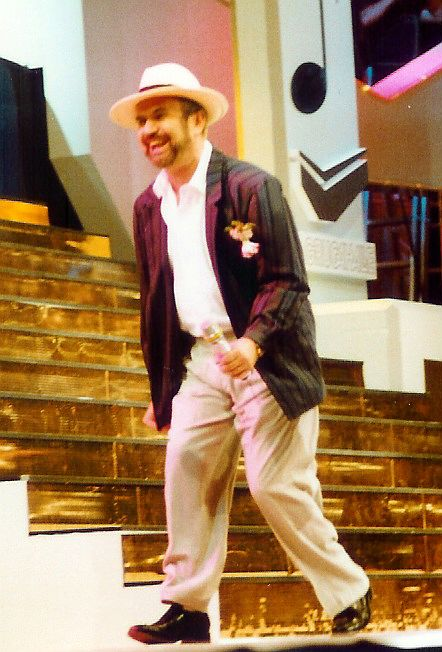
Drafi Deutscher, 1989

1989 ging Deutscher mit seinem Album Über Grenzen geh’n auf Deutschlandtournee. Ferner nahm er zusammen mit Demis Roussos die Single Young Love auf, die sich in der ZDF-Hitparade gut platzieren konnte, und veröffentlichte das Album Lost in New York City neu. 1991 setzte Deutscher sein Duoprojekt mit Andreas Martin als New Mixed Emotions fort.
1996 erreichte er mit dem Titel Amen aus dem Album So viele Fragen nochmal einen Sieg in der ZDF-Hitparade. Auch in den letzten Jahren produzierte er weitere Alben. 1998 legte er seinen Erfolgstitel Guardian Angel mit seinem Duo 2 Generations zusammen mit Stefan Körber, dem früheren Leadsänger der Boyband Verliebte Jungs, Guardian Angel ’98 neu auf. Mit dem Album We Belong Together kehrten Drafi Deutscher und Oliver Simon 1999 als Mixed Emotions in der Originalformation zurück und erreichten erneut die Top 30 der deutschen Albumcharts.

### Altstar und musikalisches Nachleben
2003 feierte Deutscher sein 40-jähriges Bühnenjubiläum. Danach trat er noch rund 25-mal im Jahr auf, meist bei Oldie-Veranstaltungen. Im März 2007 erschien posthum mit The Last Mile Deutschers letztes Album. Es enthält ausschließlich bis dahin unveröffentlichte Aufnahmen, die seine Söhne fertiggestellt haben. Zudem ist auf diesem Album der Tribut-Song Dich holt niemand mehr zurück enthalten, gesungen von Nino de Angelo.
Im Oktober 2008 erschien das 1982er-Album Drafi erstmals komplett und in seiner Originalgestaltung auf CD, ergänzt um sechs Bonustitel, von denen fünf Titel bislang auf CD unveröffentlicht waren. Im Januar 2009 erschien die Best-of-CD Schlager & Stars (Best of), auf der unter anderem die Maxi-Version der Chartsingle Uns’re Herzen frieren aus dem Jahr 1986 auf CD erstveröffentlicht wurde.

## Diskografie
Studioalben

| Jahr | Titel                        | Höchstplatzierung, Gesamtwochen/‑monate, AuszeichnungChartplatzierungen (Jahr, Titel, Platzierungen, Wochen/Monate, Auszeichnungen, Anmerkungen) | Höchstplatzierung, Gesamtwochen/‑monate, AuszeichnungChartplatzierungen (Jahr, Titel, Platzierungen, Wochen/Monate, Auszeichnungen, Anmerkungen) | Höchstplatzierung, Gesamtwochen/‑monate, AuszeichnungChartplatzierungen (Jahr, Titel, Platzierungen, Wochen/Monate, Auszeichnungen, Anmerkungen) | Höchstplatzierung, Gesamtwochen/‑monate, AuszeichnungChartplatzierungen (Jahr, Titel, Platzierungen, Wochen/Monate, Auszeichnungen, Anmerkungen) | Anmerkungen                                          |
| Jahr | Titel                        | DE | AT | CH | US | Anmerkungen                                          |
| ---- | ---------------------------- | --- | --- | --- | --- | ---------------------------------------------------- |
| 1964 | Shake Hands! Keep Smiling!   | — | — | — | — | Erstveröffentlichung: 1964                           |
| 1965 | Drafi                        | DE8 (6 Mt.)DE | — | — | — | Erstveröffentlichung: 1965                           |
| 1966 | Manuela und Drafi            | DE11 (2 Mt.)DE | — | — | — | Charteinstieg: 15. Juni 1966 mit Manuela             |
| 1971 | Weil ich dich Liebe          | — | — | — | — | Erstveröffentlichung: 1971                           |
| 1973 | Gute Tage und schlechte Tage | — | — | — | — | Erstveröffentlichung: 1973                           |
| 1977 | Happy Rummel Music           | — | — | — | — | Erstveröffentlichung: 1977                           |
| 1981 | Lost in New York City        | — | — | — | — | Erstveröffentlichung: 1981                           |
| 1982 | Drafi (1982)                 | — | — | — | — | Erstveröffentlichung: 1982                           |
| 1984 | The Sound of Masquerade      | DE49 (2 Wo.)DE | — | CH23 (1 Wo.)CH | — | Charteinstieg: 25. März 1984                         |
| 1985 | Krieg der Herzen             | — | — | — | — | Erstveröffentlichung: 1985                           |
| 1986 | Gemischte Gefühle            | DE8 Platin · (43 Wo.)DE | AT9 (5 Mt.)AT | CH21 (3 Wo.)CH | — | Charteinstieg: 22. Dezember 1986 Verkäufe: + 500.000 |
| 1987 | Diesmal für immer            | DE10 Gold · (15 Wo.)DE | AT27 (1 Mt.)AT | — | — | Charteinstieg: 21. Dezember 1987 Verkäufe: + 250.000 |
| 1989 | Über Grenzen geh’n           | DE36 (9 Wo.)DE | — | — | — | Charteinstieg: 25. September 1989                    |
| 1992 | Wie Ebbe und Flut            | — | — | — | — | Erstveröffentlichung: 1992                           |
| 1996 | So viele Fragen …            | — | — | — | — | Erstveröffentlichung: 1996                           |
| 1998 | Zukunft                      | — | — | — | — | Erstveröffentlichung: 1998                           |
| 2002 | Wer war schuld daran?        | — | — | — | — | Erstveröffentlichung: 15. April 2002                 |
| 2007 | The Last Mile                | — | — | — | — | Erstveröffentlichung: 9. März 2007                   |

grau schraffiert: keine Chartdaten aus diesem Jahr verfügbar

## Filmografie
Obwohl Deutscher hauptsächlich als Interpret bekannt ist, hatte er auch einige Auftritte in Film- und Fernsehproduktionen:
- 1973 hatte er mit der Musikgruppe Wir einen Cameoauftritt in Blau blüht der Enzian.
- Im 1982 erschienenen Film Marmor, Stein und Eisen bricht, der sich teilweise am Leben Deutschers orientiert, übernahm er eine kleine Rolle.
- 1988 übernahm Deutscher eine Rolle in der Literaturverfilmung Die Bertinis.
- 1990 hatte Deutscher einen Auftritt in der 3. Folge der 1. Staffel der RTL-Serie Ein Schloß am Wörthersee.
- 1992 trat er in der ersten Folge von Familie Heinz Becker in einer Gastrolle auf.
- 2000 spielte Deutscher in der Folge In Bester Gesellschaft der Serie Der Pfundskerl neben Ottfried Fischer sich selbst.

## Pseudonyme (Auswahl)
Es sind etwa 40 Pseudonyme bekannt, unter denen Deutscher auftrat und arbeitete. Hier eine Auswahl:
Baby Champ, Baby Girl, Big Wigwam, Blue Brothers, Blue Lagune, Continental Brothers, Dave Bolan, Deddies Driver Group, Erus Tsebehtmi (rückwärts gelesen: Sure, I’m the best), Fingernails, Guadeloupe, Hektor von Usedom, Ironic Remark, Jack Goldbird, Kurt Gebegern, Lars Funkel, Masquerade, Mixed Emotions, Mr. Walkie Talkie, New Mixed Emotions, Quickborner, Piña Colada, Randy Rodgers, Renate Vaplus, Kaiser von China (Single 1974 – Ich hab 'nen Klaps) und Wir.